# Championnat de Jamaïque de football 2015-2016
Navigation
Saison précédente Saison suivante
La saison 2015-2016 du Championnat de Jamaïque de football est la quarante-deuxième édition de la première division en Jamaïque, la National Premier League. Elle rassemble les douze meilleurs clubs du pays au sein d'une poule unique où ils jouent à trois reprises les uns contre les autres. À l’issue de cette phase régulière, les quatre premiers s’affrontent lors de la phase finale pour le titre tandis que les deux derniers sont relégués en ligues régionales.
C'est le club de Montego Bay UFC qui remporte le championnat cette saison après avoir battu l'un des deux clubs promus, Portmore United, lors de la finale nationale. C'est le quatrième titre de champion de Jamaïque de l'histoire du club.

## Les clubs participants
| - Harbour View FC - Tivoli Gardens FC - Waterhouse FC - Rivoli United - Montego Bay UFC - Arnett Gardens FC | - Reno FC - Humble Lion FC - Boys' Town FC - UWI Pelicans FC - Promu de D2 - Cavalier FC - Portmore United - Promu de D2 |

## Compétition
Le barème de points servant à établir le classement se décompose ainsi :
- Victoire : 3 points
- Match nul : 1 point
- Défaite : 0 point

### Première phase
| Rang | Équipe             | Pts | J  | G  | N  | P  | Bp | Bc | Diff |
| ---- | ------------------ | --- | -- | -- | -- | -- | -- | -- | ---- |
| 1    | Portmore UnitedP   | 61  | 33 | 18 | 7  | 8  | 42 | 29 | +13  |
| 2    | Arnett Gardens FCT | 60  | 33 | 18 | 6  | 9  | 49 | 29 | +20  |
| 3    | Montego Bay UFC    | 59  | 33 | 16 | 11 | 6  | 53 | 26 | +27  |
| 4    | Humble Lion FC     | 50  | 33 | 13 | 11 | 9  | 30 | 27 | +3   |
| 5    | UWI Pelicans FCP   | 49  | 33 | 13 | 10 | 10 | 39 | 41 | -2   |
| 6    | Harbour View       | 43  | 33 | 10 | 13 | 10 | 39 | 34 | +5   |
| 7    | Tivoli Gardens FC  | 43  | 33 | 12 | 7  | 14 | 39 | 40 | -1   |
| 8    | Boys' Town FC      | 38  | 33 | 10 | 8  | 15 | 35 | 52 | -17  |
| 9    | Waterhouse FC      | 34  | 33 | 8  | 10 | 15 | 32 | 40 | -8   |
| 10   | Reno FC            | 34  | 33 | 7  | 13 | 13 | 35 | 54 | -19  |
| 11   | Rivoli United      | 33  | 33 | 8  | 9  | 16 | 38 | 47 | -9   |
| 12   | Cavalier FC        | 33  | 33 | 8  | 9  | 16 | 24 | 36 | -12  |

|  | Qualification pour la phase finale      |
|  | Relégation directe en deuxième division |
|  | T : Tenant du titre P : Promu de D2     |

### Phase finale

#### Demi-finales
| Équipe 1        | Résultat | Équipe 2          | Aller | Retour |
| --------------- | -------- | ----------------- | ----- | ------ |
| Humble Lion FC  | 3 - 4    | Portmore United   | 2 - 1 | 1 - 3  |
| Montego Bay UFC | 4 - 3    | Arnett Gardens FC | 2 - 1 | 2 - 2  |

#### Finale
| Équipe 1        | Résultat | Équipe 2        |
| --------------- | -------- | --------------- |
| Montego Bay UFC | 2 - 1    | Portmore United |

## Bilan de la saison
| Championnat de Jamaïque de football 2015-2016                        |                            |
| Champion                                                             | Montego Bay UFC (4e titre) |
| Qualifications continentales                                         |                            |
| CFU Club Championship 2017                                           | Montego Bay UFC            |
| CFU Club Championship 2017                                           | Portmore United            |
| Promotions et relégations                                            |                            |
| Promus en Jamaïque League                                            | Jamalco FC                 |
| Promus en Jamaïque League                                            | Maverley/Hughenden FC      |
| Relégués en Championnat de Jamaïque de football de deuxième division | Rivoli United              |
| Relégués en Championnat de Jamaïque de football de deuxième division | Cavalier FC                |